# Iphyria
Iphyria är ett släkte av mångfotingar. Iphyria ingår i familjen Chelodesmidae.
Kladogram enligt Catalogue of Life:
| Iphyria | \| \| Iphyria claralata \| \| \| \| \| \| Iphyria macconnelli \| \| \| \| |
|         | \| \| Iphyria claralata \| \| \| \| \| \| Iphyria macconnelli \| \| \| \| |
|         | Iphyria claralata                                                         |
|         |                                                                           |
|         | Iphyria macconnelli                                                       |
|         |                                                                           |